# Cocona
Cocona (em haúça: Kokona) é uma cidade e área de governo local da Nigéria situada no estado de Nassaraua. Possui área de 1 844 quilômetros quadrados e segundo censo de 2006 havia 109 749 habitantes.